# والتر إي. كارتر جونيور
والتر إي. كارتر جونيور (بالإنجليزية: Walter E. Carter Jr.)‏ هو ضابط أمريكي، ولد في 1959.